# Walter NZ-120
Il Walter NZ-120 era un motore aeronautico radiale 9 cilindri raffreddato ad aria prodotto dall'azienda cecoslovacca Walter Engines a partire dagli anni trenta.
L'NZ-120 era il più potente di una gamma di motori, designati NZ (Novák-Zeithammer), destinati a velivoli leggeri e che comprendevano anche il 3 cilindri NZ-45, il 5 cilindri NZ-60 ed il 7 cilindri NZ-85.

## Storia

### Sviluppo
Lo sviluppo dell'NZ-120 deriva dall'esperienza acquisita sul primo della serie, l'NZ-60, avviato alla produzione nel 1923. Come i precedenti, il motore era progettato per assicurare l'intercambiabilità dei principali componenti, albero a gomito, cilindri completi, pistoni, alberi e coperchio posteriore, in modo da abbattere i costi di produzione ed immagazzinamento.
Il prototipo definitivo venne certificato nel giugno 1927 e quindi avviato alla produzione in serie. Tra il 1928 ed il 1931 vennero costruiti almeno 262 esemplari (un'altra fonte indica 280 pezzi).

## Velivoli utilizzatori
Cecoslovacchia
- Avia B-122
- Letov Š-218
- Praga BH-39NZ

 Germania
- Junkers K 16bo

 Italia
- Breda Ba.26

 Jugoslavia
- Fizir FN

 Polonia
- RWD-8

### Pubblicazioni
- Zdeněk Pilát, Naše letecké motory, in Letectví + kosmonautika, LX,  pp. 5-10, ISSN 0024-1156 (WC · ACNP).